# Dryopteris subbipinnata
Dryopteris subbipinnata är en träjonväxtart som beskrevs av Warren Herbert Wagner och Hobdy. Dryopteris subbipinnata ingår i släktet Dryopteris och familjen Dryopteridaceae. Inga underarter finns listade.